# Ordre de bataille lors de la bataille de Castalla (1813)
La bataille de Castalla se déroule le 13 avril 1813 à Castalla, au cours de la guerre d'Espagne, et oppose une armée anglo-hispano-sicilienne commandée par le lieutenant-général John Murray à l'armée française d'Aragon sous les ordres du maréchal Louis-Gabriel Suchet. Les troupes de Murray, installées sur une colline, repoussent avec succès les attaques françaises, obligeant Suchet à se retirer.
En 1813, le duc de Wellington, commandant en chef les forces alliées, cherche à isoler le corps de Suchet en Aragon pour éviter qu'il ne porte assistance aux autres maréchaux en difficulté. Dans ce but, il ordonne au général Murray de se porter à la rencontre de l'armée d'Aragon avec 18 000 hommes, qui surpassent en nombre les 13 000 soldats français. Quelques manœuvres maladroites de l'Anglais attire cependant l'attention de Suchet qui prend l'initiative d'attaquer. Le maréchal surprend et bat un détachement espagnol à Yecla le 11 avril, puis se retourne contre Murray. Le premier contact qui a lieu le lendemain à Biar retarde l'avance française et permet au gros de l'armée alliée de se retrancher sur une position défensive près de Castalla. Le 13, les troupes de Suchet s'élancent à l'assaut mais sont repoussés avec de lourdes pertes par les troupes britanniques d'Adam et Mackenzie, ainsi que par les Espagnols de Whittingham. Suchet se retire du champ de bataille, sans que Murray ne se lance à sa poursuite.

## Ordre de bataille français
Armée d'Aragon : maréchal Louis-Gabriel Suchet, commandant en chef — 11 858 fantassins, 1 424 cavaliers, 599 artilleurs
- Chef d'état-major : général de brigade Saint-Cyr Nugues
- Commandant l'artillerie : général de division Sylvain Charles Valée
- Commandant le génie : général de division Joseph Rogniat

| Louis-Gabriel Suchet | Saint-Cyr Nugues | Sylvain Charles Valée | Joseph Rogniat |
| Louis-Gabriel Suchet | Saint-Cyr Nugues | Sylvain Charles Valée | Joseph Rogniat |

### 1redivision

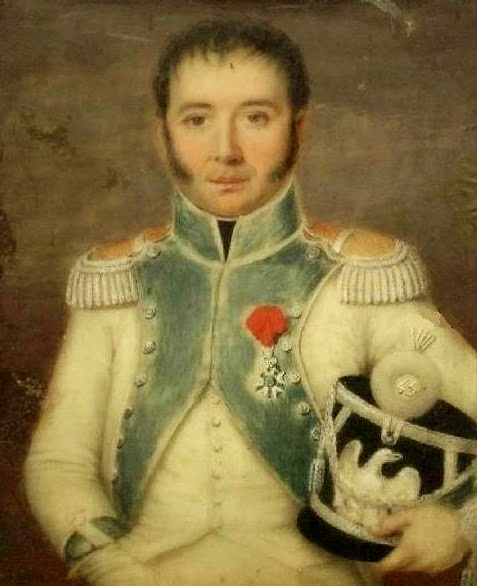
Le général de brigade Jean-Baptiste Théodore Lamarque d'Arrouzat, commandant la 1re brigade de la division Robert.

Général de brigade Louis Benoît Robert, commandant en chef — 9 bataillons, 5 084 hommes
- Avant-garde : colonel Jean-Pierre Arbot — 1 bataillon, 600 hommes
  - Voltigeurs réunis du 1er régiment d'infanterie légère, des 114e et 121e régiments d'infanterie de ligne — 1 bataillon, 600 hommes
- 1re brigade : général de brigade Jean-Baptiste Théodore Lamarque d'Arrouzat — 4 bataillons, 2 615 hommes
  - 1er régiment d'infanterie légère, colonel Pillet — 2 bataillons, 1 281 hommes
  - 114e régiment d'infanterie de ligne, colonel Arbot — 2 bataillons, 1 334 hommes
- 2e brigade : général de brigade Louis Benoît Robert — 4 bataillons, 1 869 hommes
  - 3e régiment d'infanterie légère, colonel Pochet — 2 bataillons, 783 hommes
  - 121e régiment d'infanterie de ligne, colonel Théodore François Millet — 2 bataillons, 1 086 hommes
- Artillerie divisionnaire : chef de bataillon Capelle — 6 canons, 168 hommes
  - 1er régiment d'artillerie — 6 canons, 75 hommes
  - 2e compagnie du 12e bataillon du train (bis) — 1 compagnie, 93 hommes

### 2edivision

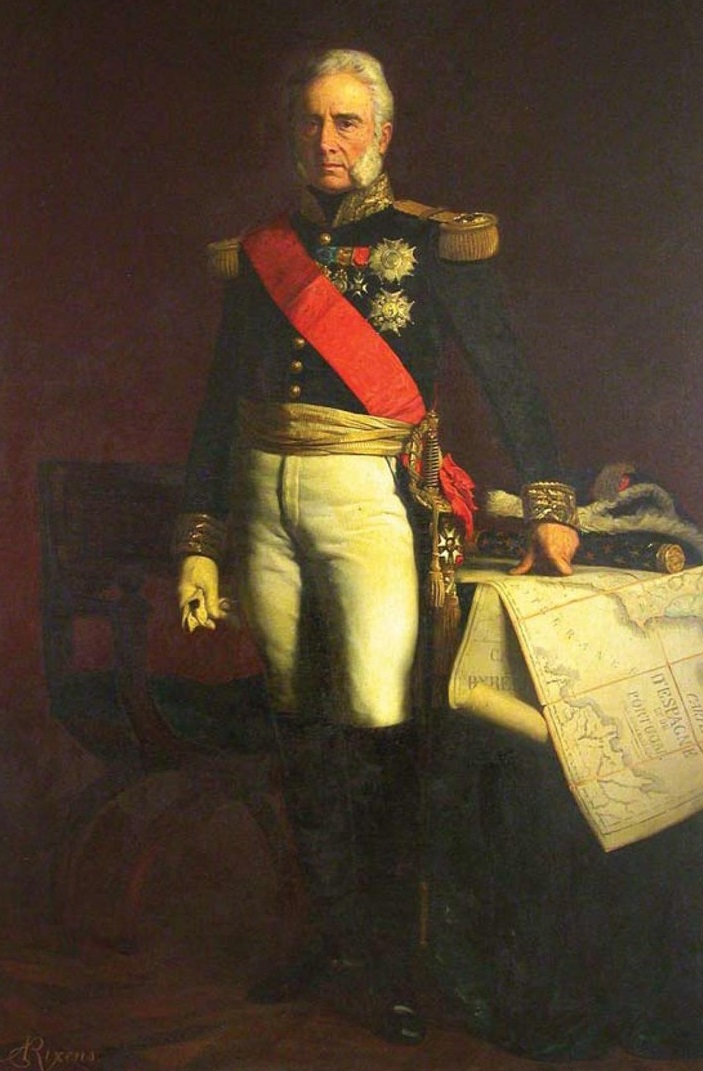
Le général Jean Isidore Harispe, commandant la 2e division de l'armée d'Aragon.

Général de division Jean Isidore Harispe, commandant en chef — 6 bataillons, 4 052 hommes
- 1re brigade : général de brigade Jean Zacharie Mesclop — 4 bataillons, 2 515 hommes
  - 7e régiment d'infanterie de ligne, colonel Lelong — 2 bataillons, 1 329 hommes
  - 44e régiment d'infanterie de ligne, colonel Paolini — 2 bataillons, 1 186 hommes
- 2e brigade — 2 bataillons, 1 537 hommes
  - 116e régiment d'infanterie de ligne, colonel Chevallier — 2 bataillons, 1 537 hommes
- Artillerie divisionnaire : chef de bataillon Duchand — 6 canons, 160 hommes
  - 5e régiment d'artillerie à cheval — 6 canons, 87 hommes
  - 3e compagnie du 12e bataillon du train (bis) — 1 compagnie, 73 hommes

### 3edivision

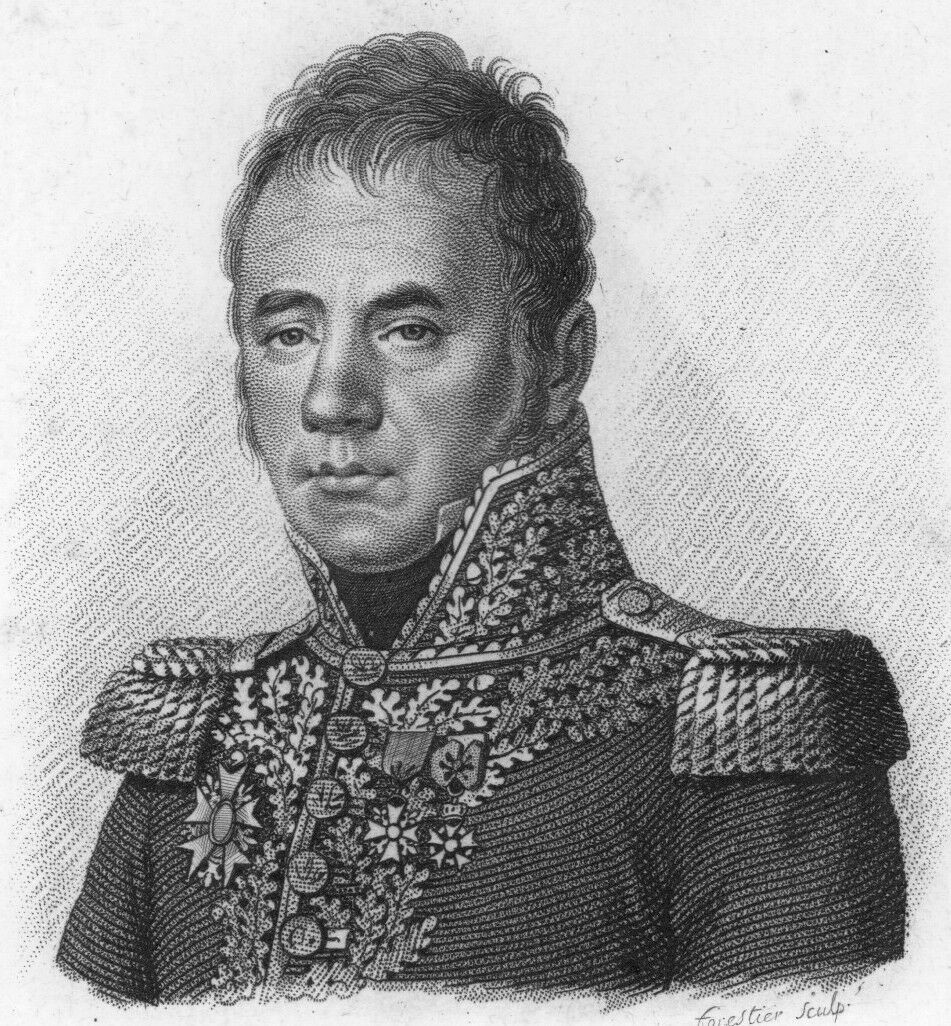
Le général de division Pierre Joseph Habert, commandant la 3e division de l'armée d'Aragon.

Général de division Pierre Joseph Habert, commandant en chef — 4 bataillons, 2 722 hommes
- 1re brigade : général de brigade Pierre César Gudin des Bardelières — 3 bataillons, 1 866 hommes
  - 14e régiment d'infanterie de ligne, colonel Étienne Estève — 2 bataillons, 1 231 hommes
  - 1er bataillon du 16e régiment d'infanterie de ligne, colonel Lamotte — 1 bataillon, 635 hommes
- 2e brigade — 1 bataillon, 856 hommes
  - 1er bataillon du 117e régiment d'infanterie de ligne, colonel Mathis — 1 bataillon, 856 hommes
- Artillerie divisionnaire : chef de bataillon Michel — 6 canons, 128 hommes
  - 14e compagnie du 3e régiment d'artillerie à pied — 6 canons, 55 hommes
  - 2e compagnie du 3e bataillon du train — 1 compagnie, 80 hommes

### Cavalerie

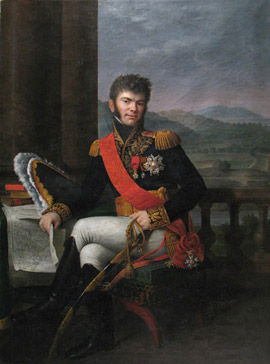
Le général de brigade Jacques-Antoine-Adrien Delort, commandant la cavalerie de l'armée d'Aragon.

Général de brigade Jacques-Antoine-Adrien Delort, commandant en chef — 8 escadrons, 1 424 hommes
- 4e régiment de hussards, colonel Christophe — 2 escadrons, 429 hommes
- 24e régiment de dragons, colonel Jean Baptiste Dubessy — 2 escadrons, 447 hommes
- 13e régiment de cuirassiers, colonel Bigarré — 4 escadrons, 548 hommes
- Artillerie attachée — 6 canons, 143 hommes
  - 7e compagnie du 2e régiment d'artillerie à cheval — 6 canons, 63 hommes
  - 1re compagnie du 12e bataillon du train (bis) — 1 compagnie, 80 hommes

## Ordre de bataille anglo-espagnol
Corps expéditionnaire du Lieutenant-General John Murray — 17 080 fantassins, 1 036 cavaliers et 30 canons. Il était organisé avec une brigade d'avant-garde, deux divisions anglo-italiennes et deux divisions espagnoles.
- Brigade d'avant-garde : Colonel Frederick Adam (1 179)
  - 2/27th Foot (en) (1 bataillon)
  - 1re Levée italienne (1 bataillon)
  - Corps-Francs calabrais (1 bataillon)
  - Compagnies légères du 3e et 8e bataillons de la KGL
  - 20th Light Dragoons (en) (2 escadrons)
  - Régiment sicilien de chevau-légers Olivenca (2 escadrons)
  - Hussards étrangers (1 compagnie)
- 1re Division anglo-italienne : Lieutenant General William Henry Clinton (4 036)
  - 1/10th Foot (1 bataillon)
  - 1/58th Foot (en) (1 bataillon)
  - 1/81st Foot (en) (1 bataillon)
  - 2e Levée italienne (1 bataillon)
  - Bataillon provisoire De Roll-Dillon (suisse)
- 2e Division anglo-italienne : Major General John Mackenzie (4 045)
  - 1/27th Foot (en) (1 bataillon)
  - 4e bataillon de ligne de la King's German Legion
  - 6e bataillon de ligne de la King's German Legion
  - Régiment sicilien Estero (2 bataillons)
- 1re Division espagnole : Colonel Samuel Ford Whittingham (3 901)
  - Régiment Cordoba (1 bataillon)
  - Régiment Mallorca (1 bataillon)
  - Régiment Guadalajara (1 bataillon)
  - 2e bataillon du régiment Burgos
  - 2e bataillon du régiment Murcia
  - 5e bataillon de grenadiers réunis
- 2e Division espagnole : General Phillip Roche (4 019)
  - Voluntarios d'Aragon (1 bataillon)
  - Voluntarios Portugueses (1 bataillon)
  - Régiment Alicante (1 bataillon)
  - Régiment Chinchilla (1 bataillon)
  - Régiment Canarias (1 bataillon)